# Ullervad
Ullervad är en tätort i Mariestads kommun i Västra Götalands län och kyrkby i Ullervads socken, belägen drygt 5 km söder om Mariestads centrum vid vägen mot Moholm.

## Befolkningsutveckling
| Befolkningsutvecklingen i Ullervad 1960–2020 | Befolkningsutvecklingen i Ullervad 1960–2020 | Befolkningsutvecklingen i Ullervad 1960–2020 | Befolkningsutvecklingen i Ullervad 1960–2020 | Befolkningsutvecklingen i Ullervad 1960–2020 |
| -------------------------------------------- | -------------------------------------------- | -------------------------------------------- | -------------------------------------------- | -------------------------------------------- |
|                                              |                                              |                                              |                                              |                                              |
| År                                           |                                              |                                              | Folkmängd                                    | Areal (ha)                                   |
| 1960                                         | 1960                                         |                                              | 357                                          |                                              |
| 1965                                         | 1965                                         |                                              | 428                                          |                                              |
| 1970                                         | 1970                                         |                                              | 604                                          |                                              |
| 1975                                         | 1975                                         |                                              | 695                                          |                                              |
| 1980                                         | 1980                                         |                                              | 867                                          |                                              |
| 1990                                         | 1990                                         |                                              | 847                                          | 110                                          |
| 1995                                         | 1995                                         |                                              | 978                                          | 113                                          |
| 2000                                         | 2000                                         |                                              | 918                                          | 113                                          |
| 2005                                         | 2005                                         |                                              | 911                                          | 121                                          |
| 2010                                         | 2010                                         |                                              | 935                                          | 122                                          |
| 2015                                         | 2015                                         |                                              | 885                                          | 124                                          |
| 2020                                         | 2020                                         |                                              | 877                                          | 124                                          |
|                                              |                                              |                                              |                                              |                                              |

## Samhället
I Ullervad finns Ullervads kyrka samt ett spinneri, en skola, flera daghem, ett ålderdomshem och en handelsträdgård.

## Idrott
Det finns flera sportmöjligheter i Ullervad, med elljusspår, fotbollsplaner, ridhus och boulebana. Den lokala fotbollsklubben heter Jula BK. 
Jula BK spelar sina matcher på Ullervads IP som ligger bredvid kyrkan.